# Runea, Teceu
Runea (în ucraineană Руня) este un sat în comuna Bedeu din raionul Teceu, regiunea Transcarpatia, Ucraina.

## Demografie
Componența lingvistică a localității Runea
     Ucraineană (99,56%)
     Alte limbi (0,44%)
Conform recensământului din 2001, majoritatea populației localității Runea era vorbitoare de ucraineană (99,56%), existând în minoritate și vorbitori de alte limbi.